# Jivko
Jivko  né Jivko Stantchev Jeliazkov le 14 février 1963 à Stara Zagora en Bulgarie, est un sculpteur naturalisé français en 1996.

## Biographie
Né en 1963 en Bulgarie. Son oncle, le peintre M. Manev, l'initie aux arts plastiques et lui transmet sa passion de l’art. Il intègre le lycée d’art de Kazanlak. En 1982, il obtient avec les honneurs son Baccalauréat d’Arts Plastiques et Histoire de l’Art[réf. souhaitée].
Il intègre ensuite après concours, l'Académie nationale des arts de Sofia en Bulgarie, où il est reçu major de sa promotion[réf. souhaitée]. En 1985, il intègre l’Académie des Beaux-Arts de Prague. Peu de temps après, Jivko expose déjà ses premières sculptures. Il est diplômé en 1990, avec un titre de « sculpteur académique ». 
En 1990, l'École des Beaux-Arts de Paris lui accorde une bourse et malgré l' opposition des autorités bulgares, il s'installe à Paris.
Dès 1991, il commence un parcours d’expositions en France, ses œuvres sont souvent inspirées par des sujets à l'anthropomorphie mythologique. 
En 1992 il obtient la bourse de l’Association Renoir, il est invité à travailler six mois dans l’atelier du peintre Auguste Renoir à Essoyes et se lie d'amitié avec les membres de la famille.
Il développe au début des années 2020 un bestiaire, Panda, Koala, Rhinocéros, Crocodile, Éléphant ; animaux qu’il étudie. Il est un des sculpteurs contemporains qui constitue un corpus original et particulièrement fourni d’objets décoratifs en bronze, consoles, tables, meubles d’appoint, bibliothèques, qui intègrent un  bestiaire[réf. souhaitée].

## Expositions

### Expositions personnelles
- Galerie J.A Buci, Paris, 1991[4].
- Galerie Pons-Jeanne Debord, Paris, 1992[5].
- Galerie Façade, représenté par l'Association Renoir et Moët et Chandon, Paris, 1994[6].
- Orangerie du château, Sucy-en-Brie, 1996[7].
- Galerie Mischkind 2005[8], André Masson et Jivko, 1999, 1995[9].
- Arts millésimés 2002, Chapelle de la bibliothèque Goncourt, Bar-sur-Seine, 2002[10].
- Mac 2000, Espace Eiffel-Branly, Paris, 2003[11], 2000, 1998,1996,1994[12].
- Jivko, Orangerie du Sénat, Jardin du Luxembourg, Paris, 2006[13],[14].
- Autour de plus grand vitrail de Marc Chagall LaPaix, et sculptures monumentales dans la ville, Sarrebourg, 2006[15],[16].
- Sculptures monumentales, Cour d'honneur de l'Ecole vétérinaire, Maisons-Alfort, 2009[17],[18]
- Univers du bronze, Paris, 2011, 2002[19],1998[20],[21],1995[22],[23].
- Galerie Evasion, Waremme, Belgique, 2011[24]
- Jivko, Musée Jean de La Fontaine, Médiathèque, Château-Thierry, 2013[25],[26].
- Sculptures monumentales, Troyes, 2014[27].
- Museum Haus Ludwig, Saarlouis, Allemagne, 2014[28],[29], 2005[30].
- Jivko, Sculptures monumentales Place Saint-Sulpice, Place Saint-Germain des Près, Mairie du 6e arrondissement, 15 octobre - 15 novembre 2016[31].
- Jivko, Entre mythe et réalité, Parcours de Sculpture, Le Domaine des Roches, Briare, 2017[32],[33].
- Galerie Evasion, Waremme, Belgique, 2018, 2015, 2011[34].
- 14 sculptures monumentales sur les places Saint-Germain, Saint-Sulpice, Salle du Vieux Colombier, mairie du 6e, Paris, 2019.
- Galerie Anagama, Versailles, 2019, 2017.
- Jivko, Rétrospective, Orangerie du Sénat, Jardin du Luxembourg, Paris, 26 mai - 14 juin 2021[35],[36].
- Galerie Albert 1er, Jivko, Bruxelles, 11 septembre - 10 octobre 2021[1], 2017.
- Galerie Eric Dumont, Jivko, Troyes, 2022, 2018, 2014, 2010[37], 2007, 2003.
- Galerie Christine Colon, Jivko, Liège, 7 janvier 2023 - 12 février 2023[38], 2019, 2016, 2013,
- Galerie Univers du Bronze / SR Gallery, Jivko, Animalier / Design, Paris-Bruxelles, 16 septembre - 16 octobre 2022[39].
- Sculptures monumentales, Place Saint-Sulpice, Place Saint-Germain des Près, rue Bonaparte & Salle du vieux colombier, Mairie du 6ème, Paris, 2023[40],[41]

### Expositions collectives
- Académie des Beaux-Arts de Prague, Tchécoslovaquie, 1987[3]
- Triennale Européenne de la Sculpture, Jardin des plantes, Paris, 1995[42].
- Dix maîtres de la sculpture, Sarrebourg, 2008[43].
- Galerie Boyrié, Saint-Quirin, 2011[44].
- Mairie du VIe, Paris, 2016[45],[46].
- Ville de Sarrebourg, 2016[47],[48],[49],[50]
- Art Karlsruhe, Allemagne, 2016, 2017[51]

- Sculptures monumentales en bord de mer, Esplanade de Mers-les-Bains, juillet-août 2020[52],[53].
- L'Art de Jivko, Tricher, Touche et Ferrenbach, Galerie Boyrié, Mairie de Héming, 2023[54],[55],[56],[57],[58],[59].
- Evidences, Palmer & Co 2023, Champagne Palmer, Reims, 2023[60],[61],[62].
- Animal en mouvement, Ecole  nationale Vétérinaire d'Alfort, Musée Fragonard,  Maisons-Alfort, 2018[63], 2023[64]

- TEFAF, The European Fine Art Fair, Univers du Bronze, Maastricht, 2024[65]

## Réception critique
- Michel Poletti écrit que « Sa sculpture, lyrique, imaginative et foisonnante de détails, s’inspire des grands mythes de l’antiquité occidentale, des légendes et traditions de l'Europe de l’Est, mais aussi du monde contemporain que sa vision baroque décline en équilibre instable. Sa sculpture, qui s’inscrit dans la plus pure tradition européenne classique, est ancrée dans son époque. »[66].
- Le Delarge indique qu' « il bâtit ses figures, humaines ou animales, en organisant, à la Zadkin, leur structure autour de vides ; [sa sculpture] est faite d’[…] assemblage de petits carrés articulés et surajoutés ; l'angularité des formes complète une assimilation lointaine avec le cubisme. »[3].

## Acquisitions publiques et de grandes sociétés
En France, en Belgique et en Suisse :
- Présidence de la République Française.
- École nationale d'administration[67],[68],[69],[70], Strasbourg.
- Ministère des Finances, France.
- Association Renoir, Essoyes.
- Préfecture d'Angers.
- Sanofi-Aventis, Maisons-Alfort.
- Sculpture de Pierre Messmer, Sarrebourg[71],[72],[73].
- Buste de Pierre Messmer, Hôtel de Ville, Sarrebourg[74].
- Sculpture Après le concert, Conservatoire de Musique, Sarrebourg.
- Ville de Viroflay.
- Champagne Moët et Chandon, Epernay.
- Art Dialogue, Paris.
- Société Auriga's Partners, Paris.
- Société Villeroy & Bosch.
- Commune de Héming.
- Tabernacle pour l'Église Saint-Sulpice à Paris[75].
- Buste de Pierre Messmer Résidence Autonomie Erckmann - Chatrian, Sarrebourg[76],[77].
- Parc du Tram, Waremme (Belgique), Fragilité, bronze, 2011[78],[79].
- Fondation des handicapés, Genève, Suisse.